# Сапун, Иван
Иван Сапун (укр. Іван Сапун; род. 2000, Киев, Украина) — украинский боксёр-любитель, выступающий в полутяжёлой и в первой тяжёлой весовых категориях. Член сборной Украины по боксу, бронзовый призёр чемпионата Европы (2022), серебряный призёр чемпионата Европы среди молодёжи до 22 лет (2022), многократный победитель и призёр международных и национальных турниров в любителях.

## Биография
Родился в 2000 году в Киеве, на Украине.

## Любительская карьера

### 2022 год
В марте 2022 года он стал серебряным призёром чемпионата Европы среди молодёжи до 22 лет в Порече (Хорватия), в весе до 86 кг, в финале проиграв боксёру из Израиля Яну Заку.
В мае 2022 года в Ереване (Армения) стал бронзовым призёром чемпионата Европы, в категории до 80 кг. Где он в четвертьфинале по очкам раздельным решением судей (счёт: 3:2) победил голландца Градуса Крауса, но в полуфинале по очкам единогласным решением судей (счёт: 0:5) проиграл итальянцу Альфреду Комми, — который в итоге стал серебряным призёром чемпионата Европы 2022 года.